# Список Героев Советского Союза (Чечено-Ингушетия)

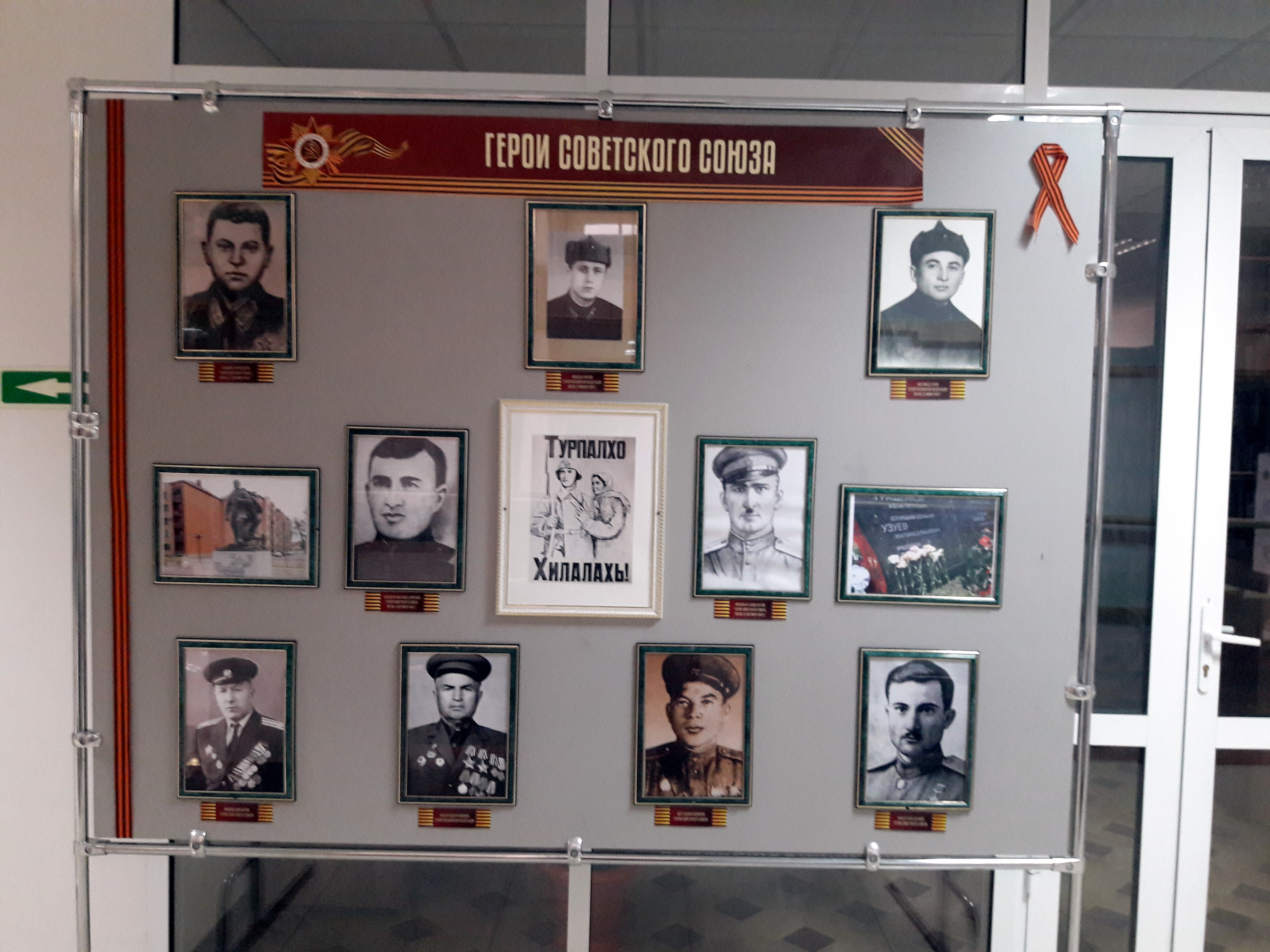
Стенд выставки в Национальной библиотеке Чеченской Республики, посвящённый уроженцам Чечено-Ингушетии — Героям Советского Союза.

Список включает в себя уроженцев и жителей Чечено-Ингушетии, удостоенных звания Герой Советского Союза.

## Контекст
В начале 1942 года, в связи с подготовкой к депортации чеченцев и ингушей, был издан секретный приказ о прекращении призыва чеченцев и ингушей в действующую армию и о ненаграждении отличившихся бойцов из их числа.
Звания Героя Советского Союза за подвиги, совершённые в годы Великой Отечественной войны, были удостоены 36 воинов из 147 представленных к званию уроженцев Чечено-Ингушетии, но только 6 награждённых были чеченцами (включая Мовлади Висаитова, удостоенного звания в 1990 году). При этом в наградных документах они были записаны под другими национальностями (Хаваджи Магомед-Мирзаев был записан татарином, Ирбайхан Бейбулатов — кумыком, Хансултан Дачиев — осетином, Ханпаша Нурадилов — азербайджанцем, национальность Абухаджи Идрисова вообще не была указана). В то же время, из 110 уроженцев Северной Осетии, представленных к званию Героя, удостоились этой чести 75 бойцов.
К присвоению звания Героя были представлены дважды: Махмуд Амаев, А. Ахтаев, А.-В. Ахтаев, Даша Акаев, З. Ахматханов, Я. Алисултанов, Али Гучигов, Хаваджи Магомед-Мирзаев, Ирбайхан Бейбулатов, С. Мидаев, У. Касумов, И. Шаипов, А.-X. Исмаилов; трижды: Абухаджи Идрисов, Мовлади Висаитов, Сакка Висаитов, Маташ Мазаев, И. Уциев; четырежды: Ханпаша Нурадилов.
В 1995—1996 годах за подвиги, совершённые во время Великой Отечественной войны, звание Героя Российской Федерации было присвоено чеченцам Канти Абдурахманову, Мовлади Умарову, Магомеду Узуеву и ингушам Мурату Оздоеву, Ширвани Костоеву, Ахмеду Мальсагову.
В 1945 году полным кавалером Ордена Славы стал Дуда Энгиноев.

| #  | Фамилия, имя, отчество           | Дата рождения        | Дата смерти           | Род войск  | Дата присвоения звания | Страница на сайте «Герои страны» | Примечание                                 |
| -- | -------------------------------- | -------------------- | --------------------- | ---------- | ---------------------- | -------------------------------- | ------------------------------------------ |
| 1  | Абухов, Константин Васильевич    | 21 марта 1904 года   | 1 марта 1945 года     | авиация    | 27 июня 1945 года      | 14033                            | посмертно                                  |
| 2  | Абрамов, Шетиель Семёнович       | 11 ноября 1918 года  | 14 мая 2004 года      | пехота     | 31 января 1945 года    | 5685                             |                                            |
| 3  | Агамиров, Гога Григорьевич       | 18 августа 1916 года | 12 апреля 1997 года   | авиация    | 5 ноября 1944 года     | 4485                             |                                            |
| 4  | Алейников, Александр Георгиевич  | 18 августа 1916 года | 1995                  | пехота     | 29 июня 1945 года      | 18277                            |                                            |
| 5  | Алексеев, Николай Михайлович     | 26 июня 1919 года    | 12 июля 1943 года     | авиация    | 28 августа 1943 года   | 544                              | посмертно                                  |
| 6  | Аршинцев, Борис Никитович        | 10 августа 1903 года | 15 января 1944 года   | пехота     | 16 мая 1944 года       | 4176                             | посмертно                                  |
| 7  | Атаманчук, Григорий Климентьевич | 22 августа 1922 года | 27 ноября 1994 года   | артиллерия | 17 октября 1943 года   | 7838                             |                                            |
| 8  | Аушев, Руслан Султанович         | 29 октября 1954 года |                       | пехота     | 7 мая 1982 года        | 1989                             |                                            |
| 9  | Байбулатов, Ирбайхан Адылханович | март 1912 года       | 26 октября 1943 года  | пехота     | 1 ноября 1943 года     | 5744                             | посмертно                                  |
| 10 | Болтаев, Георгий Семёнович       | 5 апреля 1914 года   | 13 августа 1986 года  | пехота     | 31 мая 1945 года       | 19016                            |                                            |
| 11 | Бочаров, Иван Кириллович         | 29 октября 1918 года | 15 марта 1991 года    | пехота     | 31 мая 1945 года       | 11764                            |                                            |
| 12 | Бубликов, Фёдор Борисович        | 5 февраля 1915 года  | 19 марта 1972 года    | авиация    | 2 августа 1944 года    | 12814                            |                                            |
| 13 | Виноградов, Иван Иванович        | 26 октября 1922 года | 14 мая 1963 года      | пехота     | 3 июня 1944 года       | 9562                             |                                            |
| 14 | Висаитов, Мавлид Алероевич       | 13 мая 1914 года     | 23 мая 1986 года      | кавалерия  | 5 января 1990 года     | 659                              | посмертно                                  |
| 15 | Вовченко, Николай Дмитриевич     | 22 июля 1915 года    | 13 марта 1991 года    | пехота     | 27 февраля 1945 года   | 18955                            |                                            |
| 16 | Воловодов, Борис Наумович        | 19 июля 1914 года    | 3 ноября 1943 года    | авиация    | 17 ноября 1943 года    | 509                              | посмертно                                  |
| 17 | Гайдуков, Владимир Николаевич    | 4 января 1923 года   | 1 июля 2006 года      | артиллерия | 3 июня 1944 года       | 4407                             |                                            |
| 18 | Галкин, Фёдор Ульянович          | 3 марта 1907 года    | 9 февраля 1967 года   | пехота     | 31 мая 1945 года       | 2562                             |                                            |
| 19 | Галушкин, Борис Лаврентьевич     | 12 августа 1919 года | 15 июня 1944 года     | партизан   | 5 ноября 1944 года     | 10205                            | посмертно                                  |
| 20 | Гвенцадзе, Иван Николаевич       | 23 апреля 1907 года  | 1990 года             | артиллерия | 17 мая 1944 года       | 10205                            | посмертно                                  |
| 21 | Гуденко, Павел Гаврилович        | 7 марта 1911 года    | 9 марта 1994 года     | пехота     | 29 июня 1945 года      | 13694                            |                                            |
| 22 | Гуренко, Кузьма Иосифович        | 11 октября 1909 года | 21 августа 1944 года  | пехота     | 23 марта 1945 года     | 5493                             | посмертно                                  |
| 23 | Дачиев, Хансултан Чапаевич       | 12 декабря 1922 года | май 2001 года         | кавалерия  | 15 января 1944 года    | 4396                             | Лишён звания, но впоследствии восстановлен |
| 24 | Демченко, Георгий Александрович  | 2 августа 1959 года  | 16 мая 1983 года      | пехота     | 15 ноября 1983 года    | 3142                             |                                            |
| 25 | Дёмин, Николай Александрович     | 15 августа 1924 года | 7 августа 1944 года   | пехота     | 28 августа 1944 года   | 52                               | посмертно                                  |
| 26 | Джунковская, Галина Ивановна     | 6 октября 1922 года  | 12 сентября 1985 года | авиация    | 18 августа 1945 года   | 910                              |                                            |
| 27 | Ермолаев, Владимир Иванович      | 6 октября 1923 года  | 26 июня 2000 года     | авиация    | 10 апреля 1945 года    | 12881                            |                                            |
| 28 | Жулов, Фёдор Егорович            | 1919 года            | 23 апреля 1944 года   | авиация    | 26 октября 1944 года   | 15787                            | посмертно                                  |
| 29 | Заболотный, Иван Николаевич      | 12 июля 1916 года    | 27 июня 1942 года     | авиация    | 4 марта 1942 года      | 464                              |                                            |
| 30 | Зозуля, Георгий Петрович         | 5 февраля 1920 года  | 5 января 1954 года    | авиация    | 15 мая 1946 года       | 4844                             |                                            |
| 31 | Идрисов, Абухаджи                | 17 мая 1918 года     | 22 октября 1983 года  | пехота     | 3 июня 1944 года       | 5755                             |                                            |
| 32 | Ильяшенко, Георгий Данилович     | 1 мая 1918 года      | 2 августа 1987 года   | авиация    | 14 сентября 1945 года  | 7293                             |                                            |
| 33 | Иодис, Алексей Дмитриевич        | 18 октября 1923 года | 20 октября 1994 года  | пехота     | 24 марта 1945 года     | 9725                             |                                            |
| 34 | Калашников, Прокофий Яковлевич   | 28 июня 1906 года    | 22 июня 1977 года     | танкист    | 13 сентября 1944 года  | 949                              |                                            |
| 35 | Караев, Александр Акимович       | 16 марта 1915 года   | 1 января 1984 года    | авиация    | 23 февраля 1945 года   | 11512                            |                                            |
| 36 | Крутов, Пётр Максимович          | 16 октября 1923 года | 12 января 1988 года   | пехота     | 26 октября 1943 года   | 7427                             |                                            |
| 37 | Купин, Фёдор Николаевич          | 26 мая 1923 года     | 1 апреля 1988 года    | десантники | 24 марта 1945 года     | 9873                             |                                            |
| 38 | Кучеряба, Тихон Александрович    | 29 июня 1910 года    | 15 марта 1978 года    | авиация    | 15 мая 1946 года       | 16431                            |                                            |
| 39 | Малиновский, Василий Тимофеевич  | 11 июля 1920 года    | 13 июня 1997 года     | танкист    | 10 января 1944 года    | 9191                             |                                            |
| 40 | Михайлов, Николай Матвеевич      | 19 февраля 1902 года | 30 ноября 1965 года   | пехота     | 28 апреля 1945 года    | 3963                             |                                            |
| 41 | Мухамед-Мирзаев, Хаваджи         | 1910 года            | 4 октября 1943 года   | кавалерия  | 15 января 1944 года    | 4476                             | посмертно                                  |
| 42 | Нурадилов, Ханпаша Нурадилович   | 6 июля 1920 года     | 12 сентября 1942 года | кавалерия  | 17 апреля 1943 года    | 2636                             | посмертно                                  |
| 43 | Плотянский, Пётр Трофимович      | 30 января 1912 года  | 1997 года             | пехота     | 25 октября 1943 года   | 15139                            |                                            |
| 44 | Поцелуев, Иван Николаевич        | 4 января 1916 года   | 18 февраля 2000 года  | пехота     | 3 июня 1944 года       | 7477                             |                                            |
| 45 | Радус, Фёдор Никифорович         | 20 декабря 1910 года | 22 ноября 1988 года   | авиация    | 21 апреля 1940 года    | 4643                             |                                            |
| 46 | Рыхлин, Николай Владиславович    | 17 мая 1915 года     | март 1989 года        | авиация    | 24 мая 1943 года       | 4124                             | Лишён звания                               |
| 47 | Сабельников, Фёдор Сидорович     | 19 мая 1908 года     | 17 марта 1947 года    | пехота     | 26 октября 1943 года   | 10394                            |                                            |
| 48 | Сергеев, Иван Фёдорович          | 14 февраля 1916 года | январь 1993 года      | артиллерия | 13 сентября 1944 года  | 18116                            |                                            |
| 49 | Сурмач, Михаил Михайлович        | 1 июля 1913 года     | 9 января 1997 года    | артиллерия | 10 апреля 1945 года    | 13990                            |                                            |
| 50 | Тучин, Георгий Владимирович      | 24 ноября 1914 года  | 5 августа 1945 года   | пехота     | 27 февраля 1945 года   | 8980                             |                                            |
| 51 | Харланов, Иван Степанович        | 7 октября 1908 года  | 11 декабря 1972 года  | пехота     | 16 октября 1943 года   | 776                              |                                            |
| 52 | Хрущёв, Иван Максимович          | 3 января 1915 года   | 31 августа 1990 года  | авиация    | 13 марта 1944 года     | 14689                            |                                            |
| 53 | Чевола, Никифор Дмитриевич       | 23 августа 1909 года | 13 сентября 1993 года | артиллерия | 1 июля 1944 года       | 9975                             |                                            |
| 54 | Чепелюк, Сергей Георгиевич       | 9 сентября 1921 года | 19 июля 1985 года     | авиация    | 26 октября 1944 года   | 4076                             |                                            |